# Chaetura pelagica
Chaetura pelagica là một loài chim trong họ Apodidae.

## Hình ảnh

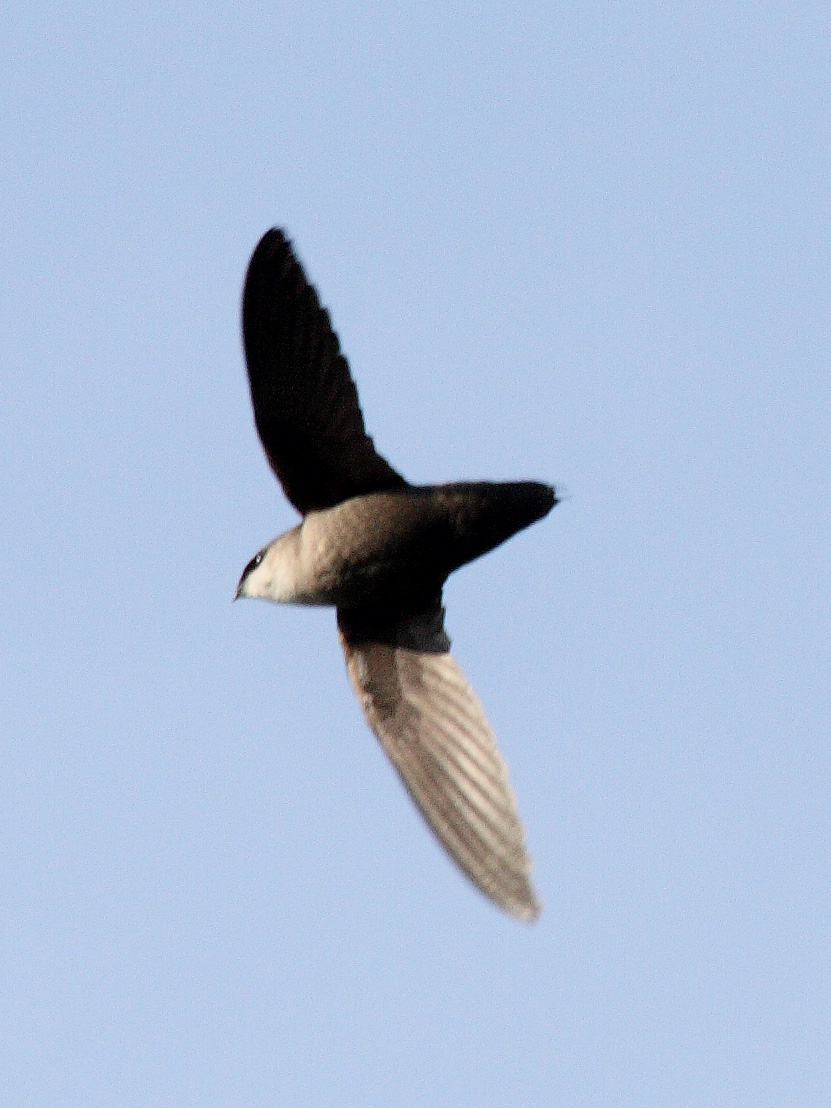
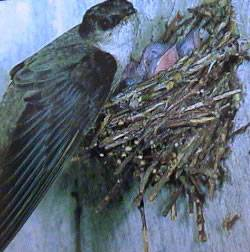
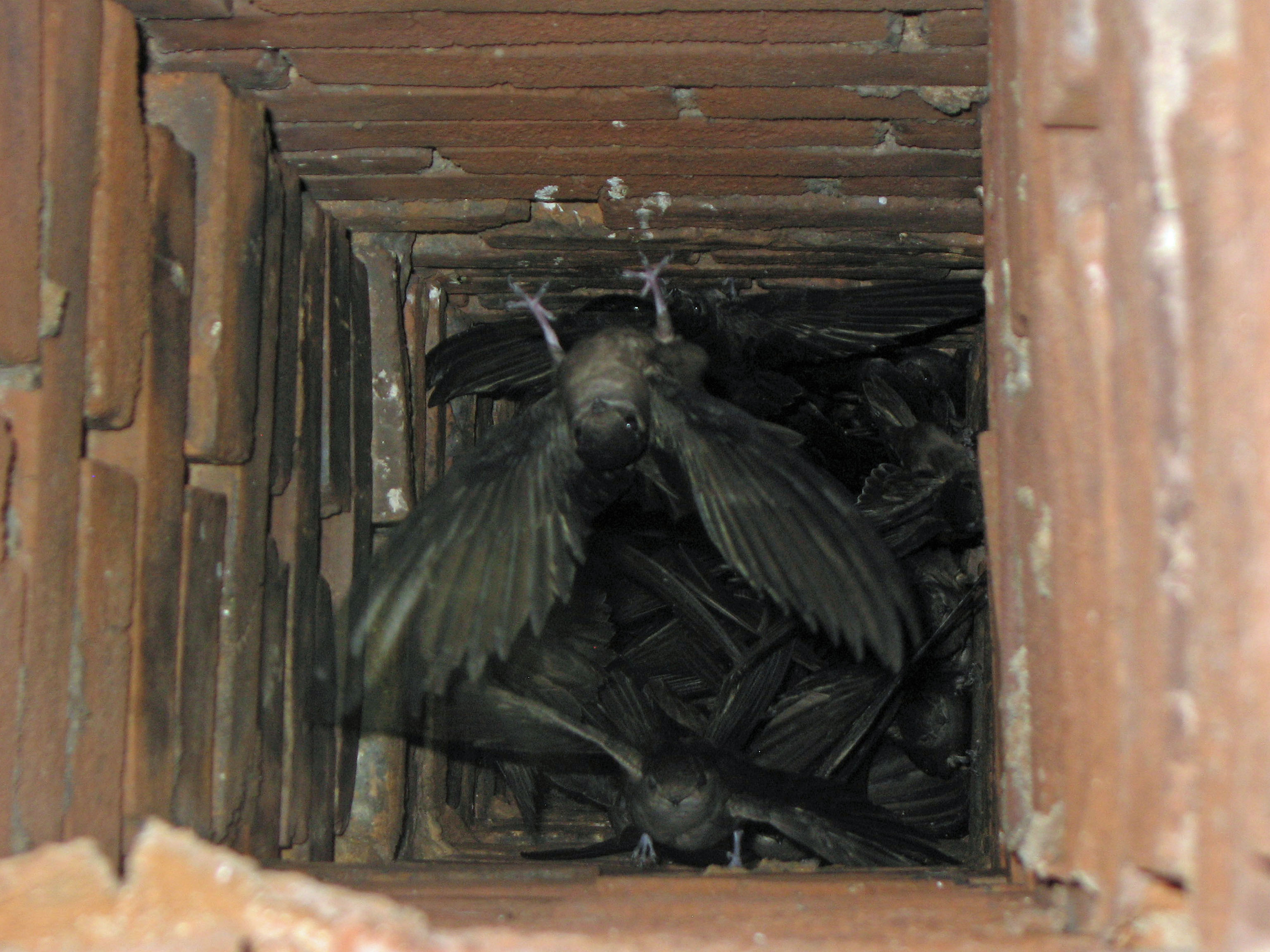
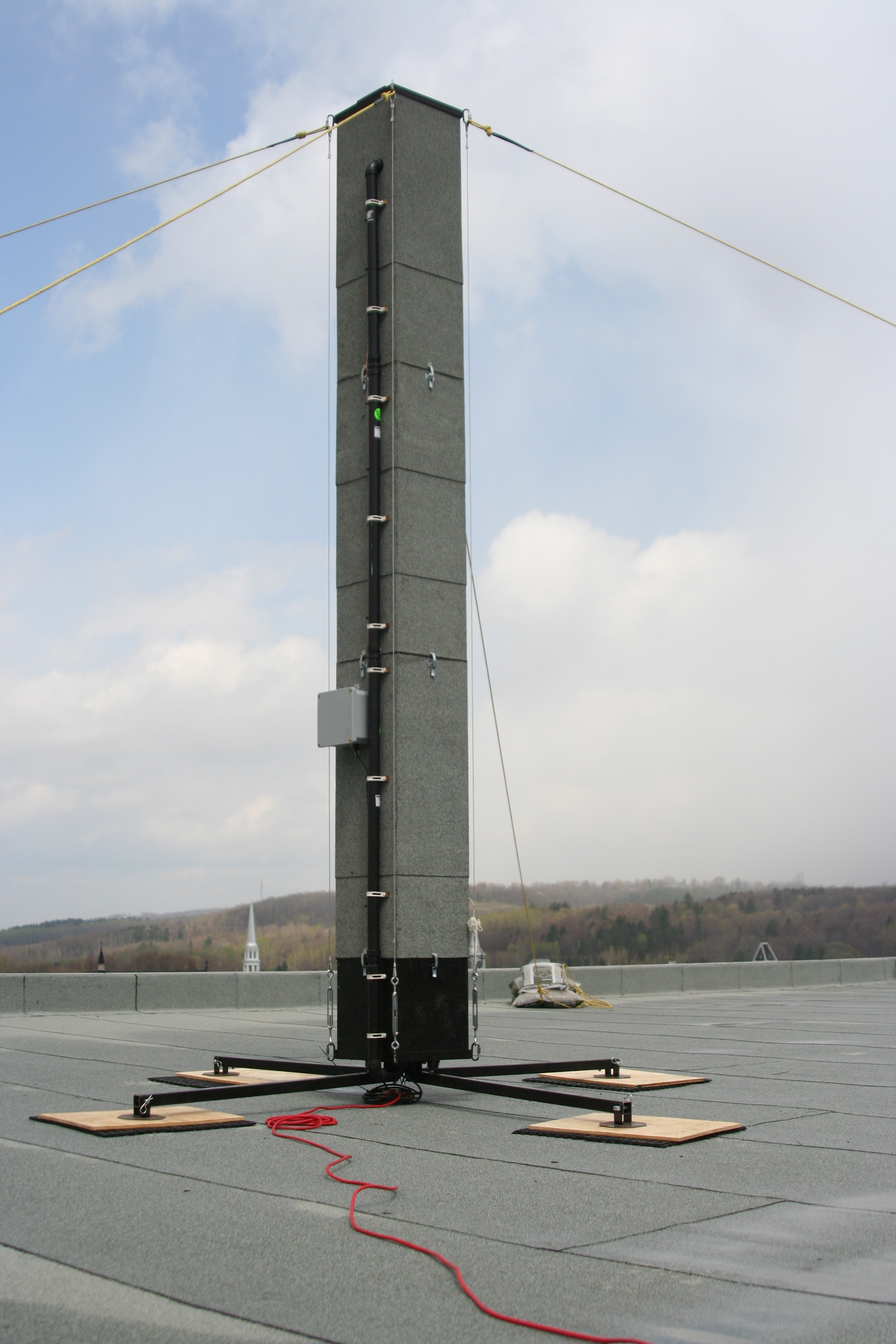